# 北川ゆめ
北川 ゆめ（きたがわ ゆめ、1月8日 - ）は、日本の女性声優。かつてはRMEに所属していた。福岡県出身。

## 出演作品

### 劇場アニメ
- メトロポリス

### 吹き替え
- ヘルベンダーズ（ホビック）
- お気にめすまま HDリマスター版（ソコーロ、ビータ、ソーニャ）
- ザ・タワー 超高層ビル大火災（エジャ）
- バーニング・ブライト（所長）
- ダーク・タイド（ズーキー）
- デッドリー・ドライヴ（ガソリンスタンド店員）
- アルティメット・ファイター（ズライ祖母、シェヴォン、駅老女）
- エレベーター（ジェーン）
- トゥルース 闇の告発（ハリナ、ミレナ）
- シェーン（トーリー妻）
- ターザンの大冒険10話（マホロ）

### テレビ
- DRAMA COMPLEX芸能界風雲・一寸先は闇（劇団員）
- マチベン
- ザ!世界仰天ニュース（再現VTR出演）

### ゲーム
- テストドライブ アンリミテッド2（クルピエール）
- 三国群英伝2（農婦）

### 映画
- しゃべれどもしゃべれども（蕎麦屋店員）

### 舞台
- 雅ＫＩＫＡＫＵプロデュース「朗読公演～密か事～」作品：お墓の下まで・みぃつけた
- ＲＯ－ＤＯＫＵ音戯草子２０１２「９９のなみだ～涙がこころを癒す～」作品：月の輝く夜に
- 寓想雑貨店公演「Ｂｕｔｔｅｒｆｌｙ～てふてふ荘へようこそ～」槇　真由美役
- 寓想雑貨店公演「さなぎ～After night comes the day」作品：機尋（白い童子あや役）
- どんぐりごろごろどっさりこプロデュース公演「プラトニックチェーン」　ハッカー
- 山本周五郎著　「朗読　おたふく」　語り、おたか、村娘
- ＲＯ－ＤＯＫＵ音戯草子２０１０「９９のなみだ～涙がこころを癒す～」　キャッチボール
- 民法シリーズ第二弾「そんなぁ…こんなことってありかよッ！」　佐伯、洋子、恭子
- ダンス＆ボイスパフォーマンス「進化論」
- シアトリカルベースワンスモア公演「倭王伝」　釆女
- 演劇組合ＳＵーＩＫＡ公演「夜曲」　黒百合
- 黒門パラダイス公演「八月のシャハラザード」　夕凪
- 黒門パラダイス公演「サンタクロースが歌ってくれた」すずこ
- 朗読宮部みゆきワールド「絆」作品：まひごのしるべ（たえ役）
- ＲＯ－ＤＯＫＵ音戯草子２０１１「９９のなみだ～涙がこころを癒す～」作品：ありがとう

### ドラマVD
- 民法シリーズ第一弾 法律の常識・世間の非常識「火災・火元の責任」

### オーディオブック
- ＲＯ－ＤＯＫＵ音戯草子２０１０ 「９９のなみだ～涙がこころを癒す～」　キャッチボール

### その他
- 企業VTR「パルス式家庭用超短波治療器」